# Ladislav Novák (úředník)
Ladislav Novák (1922 Praha – 2002 Praha) byl český úředník, tajemník v Ústřední radě odborů, vedoucí Kanceláře prezidenta republiky, velvyslanec, pracovník Archeologického ústavu (ARÚ) a pracovník sekretariátu ČSSD.

## Život
Narodil se v Praze na Smíchově v tehdejší Jeronýmově ulici č. 12. Otec byl úředníkem na Ministerstvu národní obrany, dědeček ředitelem Moravské pojišťovny. Po maturitě roku 1941 absolvoval další rok tzv. abiturientský kurs na obchodní akademii a nastoupil jako administrativní pracovník do ČKD Vysočany.
Po osvobození pracoval v ústředí ROH v Praze na Perštýně. Zde poznal Antonína Zápotockého po jeho návratu z koncentračního tábora. Novák se stal tajemníkem Ústřední národohospodářské komise, od února 1948 vedoucím tajemníkem Národohospodářské komise. Zde se seznámil s Vlastou Žampachovou a 12. března 1949 se vzali. Za svědky jim byl Antonín Zápotocký a Josef Kolský, pozdější člen revizní komise KSČ.
V roce 1951 byl členem československé delegace na zasedání Evropské hospodářské komise v Ženevě, v následujících letech až do roku 1956 byl členem čs. delegací na zasedání Hospodářské a sociální rady OSN.
Po smrti Gottwalda a volbě Zápotockého prezidentem republiky přišel v dubnu 1953 na Hrad jako vedoucí sekretariátu prezidenta. V roce 1953 po odchodu dosavadního přednosty Kanceláře prezidenta Bohumila Červíčka byl jmenován vedoucím Kanceláře. Vedoucím Kanceláře prezidenta republiky byl za prezidentů Antonína Zápotockého, Antonína Novotného a Ludvíka Svobody.
V srpnu 1968 doprovázel Ludvíka Svobodu a československou delegaci na jednání do Moskvy, zúčastnil se jednání v Kremlu. Po návratu do Prahy nastala první etapa normalizace a ke změnám začalo docházet i v Kanceláři prezidenta. Byl podepsán ústavní zákon o federaci, se kterým souvisela i úvaha: prezident je Čech – vedoucí Kanceláře prezidenta musí být Slovák. Prezident proto odvolal Ladislava Nováka a místo něj jmenoval Jána Pudláka.
Novák byl přeřazen na ministerstvo zahraničních věcí a vyslán jako velvyslanec do Sjednocené arabské republiky. Při tzv. prověrkách byl vyloučený z KSČ. Na ministerstvu zahraničí mu bylo doporučeno, aby si hledal nové zaměstnání. Poté pracoval v Archeologickém ústavu ČSAV na úseku ochrany památek, zde projednával s investory záchranné výzkumy a jejich financování. Přitom si přivydělával překlady literatury (především pro nakladatelství Horizont), hlavně pod jmény Vojtěch Svarovský a Jaroslav Procházka.
V roce 1982 dosáhl důchodového věku, ale pracoval až do roku 1990. Pak jako důchodce pracoval na sekretariátu ČSSD.
Vydání knihy svých vzpomínek a zamyšlení se již nedožil. Zemřel 5. ledna 2002.
Knihu podle podkladů Ladislava Nováka a osobních rozhovorů zpracoval ing. Vladimír Procházka a vydalo nakladatelství Petrklíč Praha.

## Politická kariéra
Do KSČ vstoupil 1. června 1945, v roce 1970 byl z KSČ vyloučen.